# Clara Gonzaga
Clara Gonzaga (em italiano:  Chiara; em francês:  Claire Gonzague; Mântua, 1 de julho de 1464 — França, 2 de junho de 1503) foi condessa de Montpensier e delfina de Auvérnia como esposa de Gilberto de Bourbon-Montpensier.

## Família
Clara foi a filha mais velha e primogênita nascida de Frederico I Gonzaga, marquês de Mântua e de Margarida da Baviera. Seus avós paternos eram Luís III Gonzaga, marquês de Mântua e Bárbara de Brandemburgo, e seus avós maternos eram o duque Alberto III da Baviera e Ana de Brunsvique-Grubenhagen-Einbeck.
Ela teve cinco irmãos mais novos: Francisco II Gonzaga, sucessor do pai e marido de Isabel d'Este; Sigismundo, um cardinal; Isabel, duquesa de Urbino como esposa de Guidobaldo I de Montefeltro; Madalena, primeira esposa de Giovanni Sforza, que depois casou-se com Lucrécia Bórgia, e João Gonzaga, conde de Vescovato.

## Biografia
Clara casou-se com o futuro conde Gilberto em 24 de fevereiro de 1482, em Mântua. Ele era filho de Luís I de Montpensier e de sua segunda esposa, Gabriela de La Tour de Auvérnia. Em 1486, ele sucedeu ao pai como conde de Montpensier e delfim de Auvérnia.

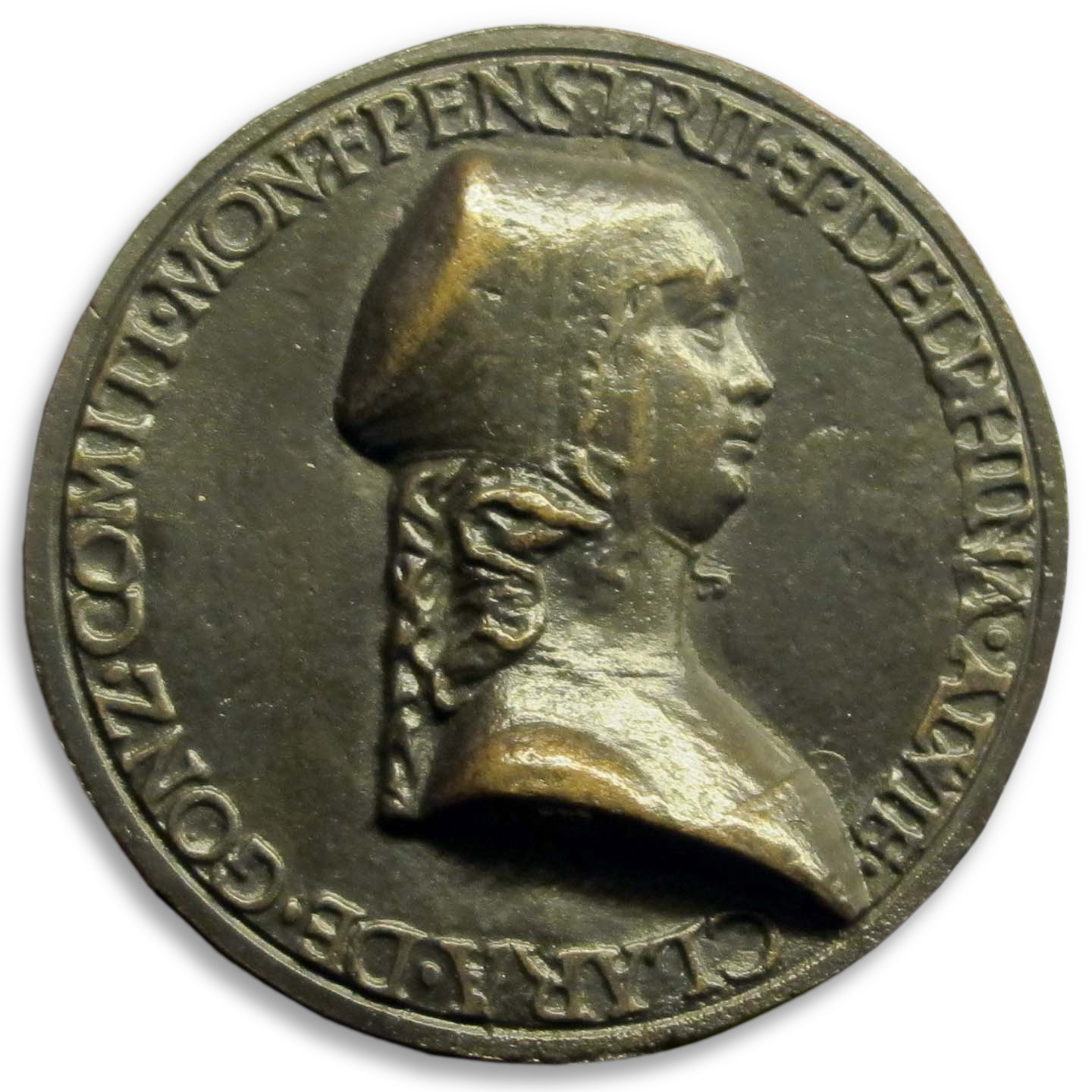
Medalha de Clara por autoria de Bartolomeo Melioli.

Gilberto morreu em 5 de outubro de 1496, em Pozzuoli, na Campânia, na Itália. Ele foi enterrado na Capela Santa de Aigueperse.
Em 1499, ela agiu como mediadora em nome do seu irmão Francisco, que desejava formar uma aliança com a França com o objetivo de proteger Mântua, que à à época estava sendo ameaçada por César Bórgia e pelo Doge de Veneza.
A ex-condessa também manteve contato com sua cunhada, Isabel d'Este, esposa de Francisco II, através de correspondências.
Clara faleceu alguns anos mais tarde, em 2 de junho de 1503, aos 38 anos de idade, e foi enterrada no mesmo local que o marido.

## Descendência
O casal teve seis filhos:
- Luísa de Bourbon (m. 5 de julho de 1561), foi suo jure duquesa de Montpensier, delfina de Auvérnia e baronesa La Tour e de la Bussière. Seu primeiro marido foi André IV, senhor de Chauvigny, com quem não teve filhos. Em seguida, foi casada com o príncipe Luís de La Roche-sur-Yon, e teve descendência;
- Luís II de Montpensier (1483 - 14 de agosto de 1501), foi sucessor do pai. Não se casou nem teve filhos;
- Carlos III de Bourbon (17 de fevereiro de 1490 - 6 de maio de 1527), foi sucessor do irmão. Foi marido de Susana de Bourbon, com quem teve três filhos que morreram na infância;
- Francisco de Bourbon (m. 13 de setembro de 1515), duque de Châtellerault. Não se casou nem teve filhos, sendo morto na Batalha de Marignano;
- Renata de Bourbon (1494 - 26 de maio de 1539), duquesa de Lorena como esposa de António da Lorena. Teve descendência;
- Ana de Bourbon (m. 1510), sabe-se que ela acompanhou Germana de Foix até a Espanha, em 1505, para o seu casamento.